# Grand Prix Develi (mannen)
De Grand Prix Develi is een voormalige eendagswielerwedstrijd voor mannen in het district Develi, Turkije. Voor zowel mannen als vrouwen vond die voor het eerst plaats in 2020, net als de Grand Prix Mount Erciyes 2200 mt. Startplaats was de hoofdstad Develi en de finish lag op de Erciyes. De koers maakte deel uit van de UCI Europe Tour, met de categorie 1.2. De eerste editie werd gewonnen door Anatoliy Budyak. Na drie edities hield de wedstrijd op te bestaan.

## Podia
| Jaar | Datum | Afstand  | Winnaar               | Tweede             | Derde            |
| ---- | ----- | -------- | --------------------- | ------------------ | ---------------- |
| 2020 | 03-09 | 121,5 km | Anatoliy Budyak       | Oleksandr Holovasj | Andrij Vasyljoek |
| 2021 | 18-07 | 130,8 km | Mykhaylo Kononenko    | Jeroen Meijers     | Metkel Eyob      |
| 2022 | 20-08 | 111,8 km | Jambaljamts Sainbayar | Vitaliy Buts       | Yacine Hamza     |

## Overwinningen per land
| Overwinningen | Land     |
| ------------- | -------- |
| 2             | Oekraïne |
| 1             | Mongolië |